# Saint-Sauveur (Haute-Garonne)
Saint-Sauveur (okzitanisch Sent Salvador) ist eine französische Gemeinde im Département Haute-Garonne in der Region Okzitanien (vor 2016 Midi-Pyrénées). Sie gehört zum Arrondissement Toulouse und zum Kanton Villemur-sur-Tarn. Die 2.235 Einwohner (Stand: 1. Januar 2022) werden Saint-Salvadoriens genannt.

## Geographie
Saint-Sauveur liegt etwa 15 Kilometer nördlich von Toulouse zwischen Hers, der die westliche, und dem Girou, der die nördliche Gemeindegrenze bildet. Umgeben wird Saint-Sauveur von den Nachbargemeinden Villeneuve-lès-Bouloc im Norden und Nordosten, Cépet im Osten, Bruguières im Süden, Saint-Jory im Westen sowie Castelnau-d’Estrétefonds im Nordwesten.
Durch die Gemeinde führt die Autoroute A62.

## Bevölkerungsentwicklung
| Jahr                       | 1962 | 1968 | 1975 | 1982 | 1990 | 1999 | 2006 | 2012 | 2020 |
| Einwohner                  | 309  | 538  | 912  | 1093 | 1159 | 1309 | 1652 | 1781 | 1940 |
| Quellen: Cassini und INSEE |      |      |      |      |      |      |      |      |      |

## Sehenswürdigkeiten
- Kirche Saint-Sauveur aus dem Jahre 1127
- Chondrit EH5 Saint-Sauveur, seit 1914 im naturhistorischen Muséum Toulouse
- Wasserturm

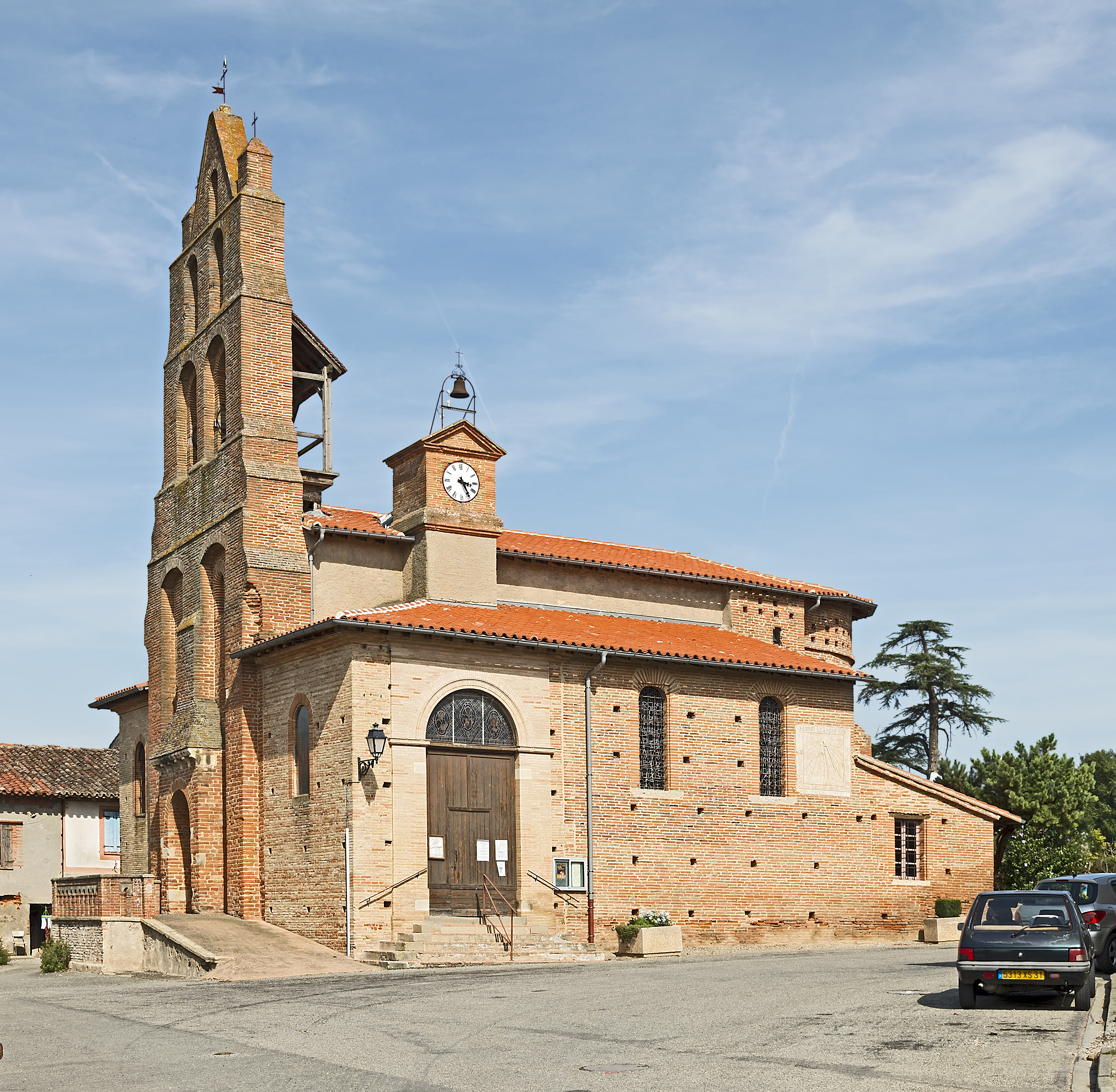
Kirche Saint-Sauveur
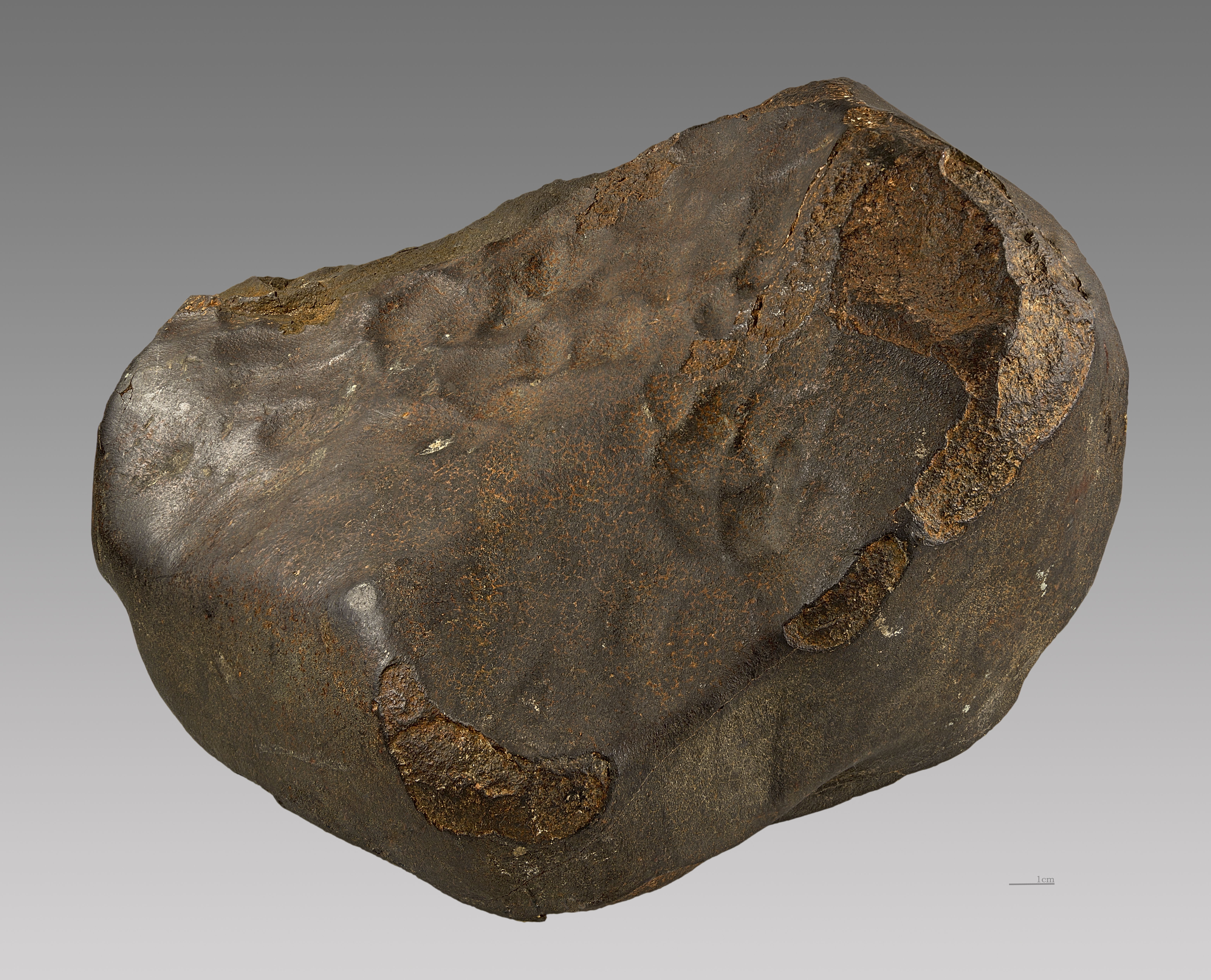
Meteorit „Saint-Sauveur“ von 1914